# Phyllodromica sardea
Phyllodromica sardea es una especie de cucaracha del género Phyllodromica, familia Ectobiidae. Fue descrita científicamente por Serville en 1838.
Habita en Italia.